# Exetastes diakonovi
Exetastes diakonovi är en stekelart som först beskrevs av Meyer 1927.  Exetastes diakonovi ingår i släktet Exetastes och familjen brokparasitsteklar. Inga underarter finns listade i Catalogue of Life.